# Josip Đurkovečki
Josip (Jožef) Đurkovečki (Gyurkovechki) (Sveti Ivan Zelina,  1766. – Samarica, 18. ožujka, 1832.) hrvatski kajkavski je vjerski pisac i slovničar.

## Biografija

### Pastoralni rad
Bogoslovlje je učio u Zagrebu, a nakon što je preselio nastavio je u peštanskom Središnjem sjemeništu u Ugarskoj. Nakon što je bio zaređen za svećenika, bio je neko vrijeme duhovni pomoćnik u Novoj Vesi Zagreba te četiri godine kapelan i upravitelj župe u Novoj Rači.
 
Od 7. srpnja 1797. godine je župnik u Samarici. 

Netom nakon dolaska u samaričku župu, Đurkovečki se zauzima oko obnove tornja i unutrašnjosti župne crkve, te svom je trošku od Josipa Otoniča iz Maribora za 500 forinti je kupio orgulje koje su bile završni ukrasni detalj za izuzetno vrijedan baroknim inventar crkve sv. Katarine.

Tijekom dugogodišnjeg župnikovanja, svoju službu je obavljao revno i s dubokim poštovanjem prema svećeničkom pozivu, kojeg je istaknuo u svoja tri objavljena djela te je sebe potpisao kao plebanuš samarički.

Župništvo u Samarici obavlja do smrti 18. ožujka 1832. godine, u 66 godini života, 42 godini svećenstva i 35 godini župnikovanja.

### Književni rad
Njegov je književni rad poticao biskup Maksimilijan Vrhovac, koji je inače svećeništvo zagrebačke biskupije koje je imalo smisla i volje poticao na takav rad. Napisao je evanđelistar i katekizam, a najveće svoje djelo je dvojezična gramatika hrvatskog kajkavskog književnog jezika. Djela vlč. Josipa Đurkovečkog su nastala prije svega kao pomoćno sredstvo u evangelizaciji puka. Pri tome treba napomenuti da je najveći doprinos postojanja takvih djela u sustavu školstva ali i u širem društvenom okruženju tog vremena.

### Djela
- Izvod. Navukov od Boga, i Vere katholichanzke - Pešta, 1819. godine

Ovo djelo je izvod, zbog pet podudarnih cjelina iz tzv. Austrijskoga katekizma koji je od 1777. godine dekretom carice Marije Terezije postao obavezan školski i izvanškolski priručnik za sve škole u Habsburškoj Monarhiji.
- Kratko-zpravek evangeliumov nedeljneh i svetechneh - Pešta, 1820. godine

Ovo djelo je slijednik Sveti Evangeliumi nedeljni i svetečni celoga leta za potrebuvanje slavne biškupije Zagrebačke po zapovedi i oblasti presvetloga i prepoštuvanoga gospodina Maksimilijana Verhovca biškupa Zagrebačkoga iz 1819. godine od strane biskupa Maksimilijana Vrhovca jer je vlč. Đurković osjetio potrebu da svome puku prenese Evanđelje na način koji je blizak običnom narodu a posebno djeci. Ono što je iz ovog djela zanimljivo za reformu hrvatskoga slovopisa i reformu latinice je napomena Opomenjek, što ju je Đurkovečki dodao prije predgovora i tekstom tumačenja Evanđelja. S obzirom na to da su se tih godina vodile rasprave o hrvatskom slovopisu, vidljivo je da je Đurkovečki dobro znao za nastojanja oko usklađivanja horvatskoga (kajkavskoga) i slavonskoga pravopisa pa je on u ovom djelu uveo po njegovu mišljenju poboljšanja. Đurkovečki napušta dotadašnja kajkavska rješenja s grafemima cz, sz, s, te prihvaća slavonska grafijska rješenja c, s, sh za foneme c, s, š, ne prihvaća slavonsko x za ž te predlaže da se taj fonem bilježi kluklastim ∫, ∫. Umjesto grafema y Đurkovečki se odlučuje za j te nj a ne ny. 

2015. godine napravljen je i objavljen pretisak ovog djela, uz svesrdnu pomoć župljana Samarica, župnika vlč. Krunoslava Brunovića i profesorice hrvatskog jezika Katice Šarlije.
- Jezichna horvatzko-slavinzka za hasen slavincev, i potrebochu oztaleh ztranzkoga jezika narodov - Pešta, 1826. godine, 167 stranica

Ovo djelo je napisano da bi normiralo jezik zagrebačke, varaždinske i križevačke županije i to ponajprije pisane jezične komunikacije. Djelo je u pravcu jezične čistoće kao gramatičko i jezično pomagalo. Zbog ovog djela vlč. Đurkovečki se smatra prvim kajkavskim gramatičar prve polovice 19. stoljeća koji normira kajkavski književni jezik, oslanjajući se na slavonske gramatičare i to na Matiju Antuna Reljkovića.

2008. godine objavljen je pretisak ovog djela, uz pomoć profesorice Katice Šarlija, voditeljica projekta iz OŠ Ivanska te ravnateljice OŠ Ivanska Nada Veselski i tadanašnjeg samaričkog župnika vlč. Drago Kozić.

## Vanjske poveznice
- Kratko-Zpravek Evangeliumov Nedeljneh, i Svetechneh (1820.), digital.onb.ac.at
- Jezichnica horvatzko-slavinzka za hasen Slavincev i potrebochu oztaleh ztranzkoga jezika narodov (1826.), digitalna.nsk.hr